# إيموتلان
إيموتلان قرية مغربية تقع على ضفة المحيط الأطلسي، شمال مدينة الداخلة إدارياً، تنتمي إيموتلان إلى جماعة بير أنزران في إقليم وادي الذهب التابع لجهة الداخلة وادي الذهب.

## الموقع الجغرافي
تقع إيموتلان على الطريق الوطنية رقم 1 ، في الجزء الرابط بين مدينة الداخلة و مدينة بوجدور، على بعد حوالي 130 كيلومترا شمال الداخلة.

## النشأة
تم إنشاء قرية إيموتلان سنة 2005 في إطار برنامج تنموي لوزارة الفلاحة و الصيد البحري، يهدف إلى إنشاء قرى الصيادين و نقط تفريغ مجهزة على امتداد الساحل المغربي، من أجل تعزيز قطاع الصيد البحري و إنعاش الصيد التقليدي. و هي واحدة من القرى العشرة المنشأة في المناطق الجنوبية ( جهة العيون الساقية الحمراء و جهة الداخلة وادي الذهب ) ،